# Abel Dhaira
Abel Dhaira (Jinja, 9 settembre 1987 – Reykjavík, 27 marzo 2016) è stato un calciatore ugandese, di ruolo portiere.

## Carriera

### Club
Dopo aver militato nei primi anni di carriera in squadre del suo paese natale, si trasferisce nel 2010 in Congo all'Vita Club per poi trasferirsi la stagione successiva nella squadra islandese dell'IBV, dove ha militato per diverso tempo anche il connazionale Tony Mawejje.  Per un breve periodo nel mezzo della sua permanenza in Islanda, ha militato anche nel Simba Sports Club in Tanzania.
È stato fermo dal 2014, quando gli venne diagnosticato un cancro addominale per cui la società islandese in cui ha militato ha lanciato una campagna di raccolta fondi. Proprio a causa della malattia è morto a 28 anni, il 27 marzo 2016.

### Nazionale
Esordisce nel 2009 nella nazionale maggiore del suo paese. Ha totalizzato 11 presenze. Ha partecipato con la sua nazionale alla CECAFA Cup 2012, vinta poi proprio dalla nazionale ugandese. Durante la competizione, venne ricoverato dopo uno scontro di gioco con un avversario.

## Palmarès

### Club

#### Competizioni nazionali
- Campionato ugandese: 1

U.R.A.: 2008-2009
- Coppa d'Uganda: 1

Express: 2006-2007
- Campionato congolese: 1

Vita Club: 2010

### Nazionale
- CECAFA Cup: 1

2012